# Neolit w Chinach
Neolit w Chinach – historia Chin w okresie neolitu.

## Wczesna prehistoria i przejście do neolitu

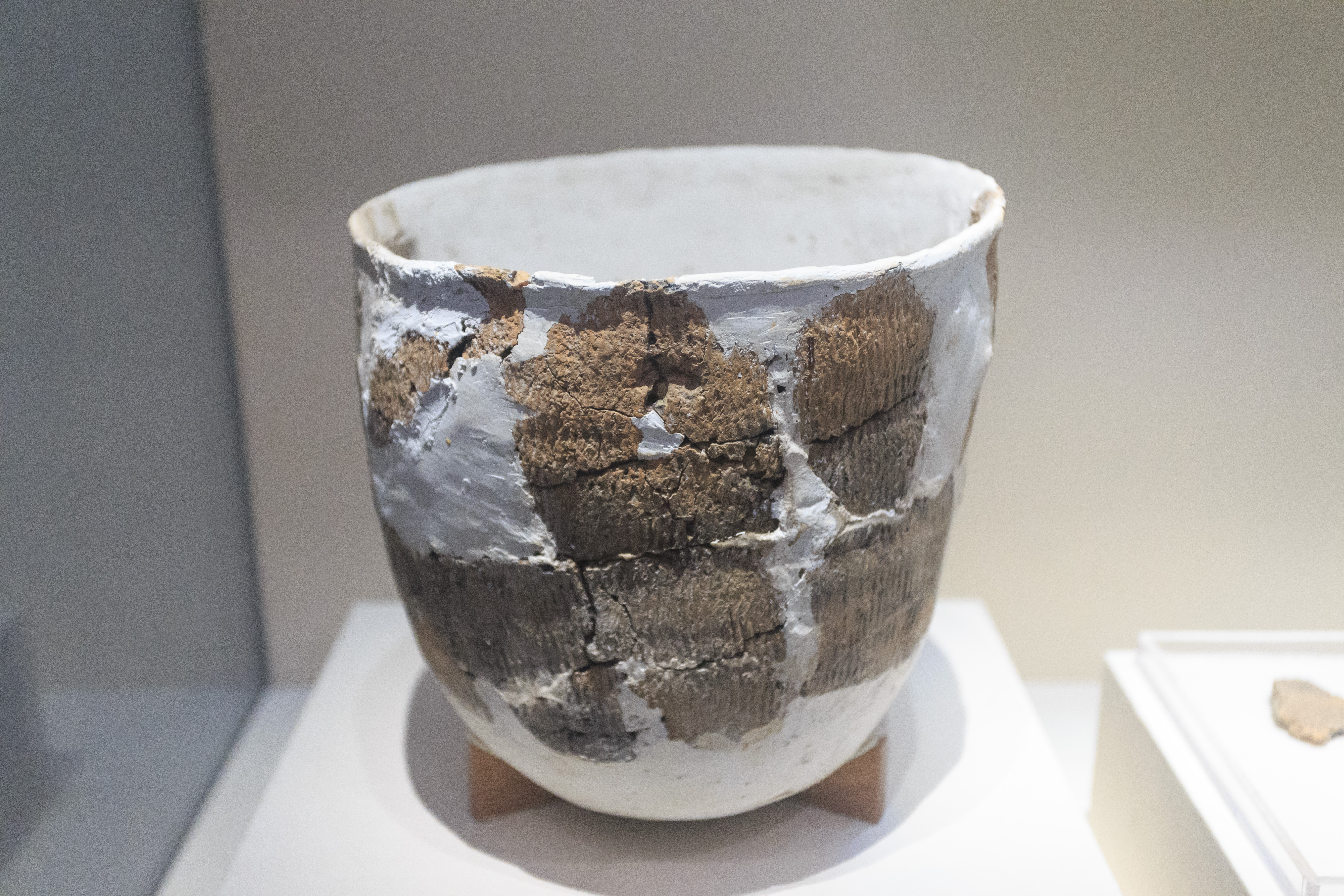
Naczynie sprzed około 9 tys. lat z jaskini Xianren w prowincji Jiangxi. Chińskie Muzeum Narodowe

Chociaż człowiek po raz pierwszy pojawił się na terenie dzisiejszych Chin już w formie gatunku Homo erectus, znanego z takich odkryć jak tzw. „Człowiek z Yuanmou” czy „Człowiek pekiński”, to jest jednak czymś wątpliwym by ktokolwiek z dzisiejszych Chińczyków wywodził się od osobników z tego gatunku. Stąd właściwą historię Chin można rozpocząć dopiero od neolitu, wtedy bowiem na ich terenie pojawiają się kultury, których kultura materialna i organizacja społeczna wykazują ciągłość z później istniejącymi państwami chińskimi. Należy przy tym pamiętać, iż ludzie tworzący te kultury niekoniecznie posługiwali się jakąkolwiek formą wczesnego języka chińskiego i nie musieli też ani w etnicznym, ani kulturalnym sensie uważać się za Chińczyków.
Przyjmuje się, że na terenie Chin neolit rozpoczął się ok. 8500 lat temu, jednak procesy, które doprowadziły do powstania rolnictwa i przejścia do osiadłej formy życia sięgają 20 tys. lat wstecz. Chiny są jednym z kilku miejsc na Ziemi, gdzie rolnictwo rozwinęło się niezależnie i z którego rozprzestrzeniało się na inne tereny. Jednocześnie jednak jest jedynym z miejsc tego rodzaju, w przypadku którego jak dotąd nie udało się zrekonstruować pełnej trajektorii przejścia od społeczeństw łowiecko-zbierackich do rolniczych. Wśród uczonych nie ma nawet zgody co do tego, czy mieliśmy do czynienia z jednym procesem przejścia do rolnictwa obejmującym Północ (basen Huang He i Wei) i Centralne Chiny (basen środkowej i dolnej Jangcy) (D.J. Cohen), dwoma lub trzema centrami na Północy, w basenie Jangcy i na tropikalnym Południu (L. Liu, Z. Zhao) czy wielością centrów (G. Schelach). To pierwotne rolnictwo korzystało ze znacznie bardziej sprzyjającego – zwłaszcza na północy – klimatu. Dziś stosunkowo sucha Nizina Chińska była wówczas porośnięta gęstymi lasami, w których występowały zwierzęta typowe dziś dla strefy subtropikalnej i tropikalnej, jak słonie i tapiry, a także wodolubne rośliny jak jam i taro. Co ważniejsze występowały tam licznie prosa, zarówno z rodzaju Panicum, jak i Sertaria, oraz gatunki ryżu (rodzaj Oryza).
Na stopniową zmianę wskazują nowe technologie i zwyczaje kulturalne mające początek w samym środku ostatniego zlodowacenia, ok. 20 tys. lat temu i nabierające rozpędu we wczesnym holocenie. Do tych technologii zaliczamy produkcję niewielkich narzędzi kamiennych (mikroostrza), żaren i ceramicznych pojemników, odnalezionych na takich stanowiskach jak Nanzhuangtou i Donghulin w rejonie Pekinu czy Longwangchan w Shaanxi. W centralnych i południowych Chinach w tym okresie nadal wytwarzano jedynie narzędzia dawnego typu, wydaje się natomiast że były one pierwszym miejscem na świecie w którym produkowano ceramikę, na co wskazują znaleziska w jaskiniach Xianren (ok. 18 tys. lat p.n.e.) i Yuchanyan (ok. 16 do 13,5 tys. lat p.n.e.). Żarna i ceramika tradycyjnie kojarzone są z przetwarzaniem udomowionego zboża i innych gatunków roślin, analiza resztek pożywienia pozostawionych przez niewielkie grupy żyjące w tamtym okresie wskazuje jednak na to, że nadal żywiły się one tym co upolowały i zebrały.

## Neolit

### Wczesny neolit

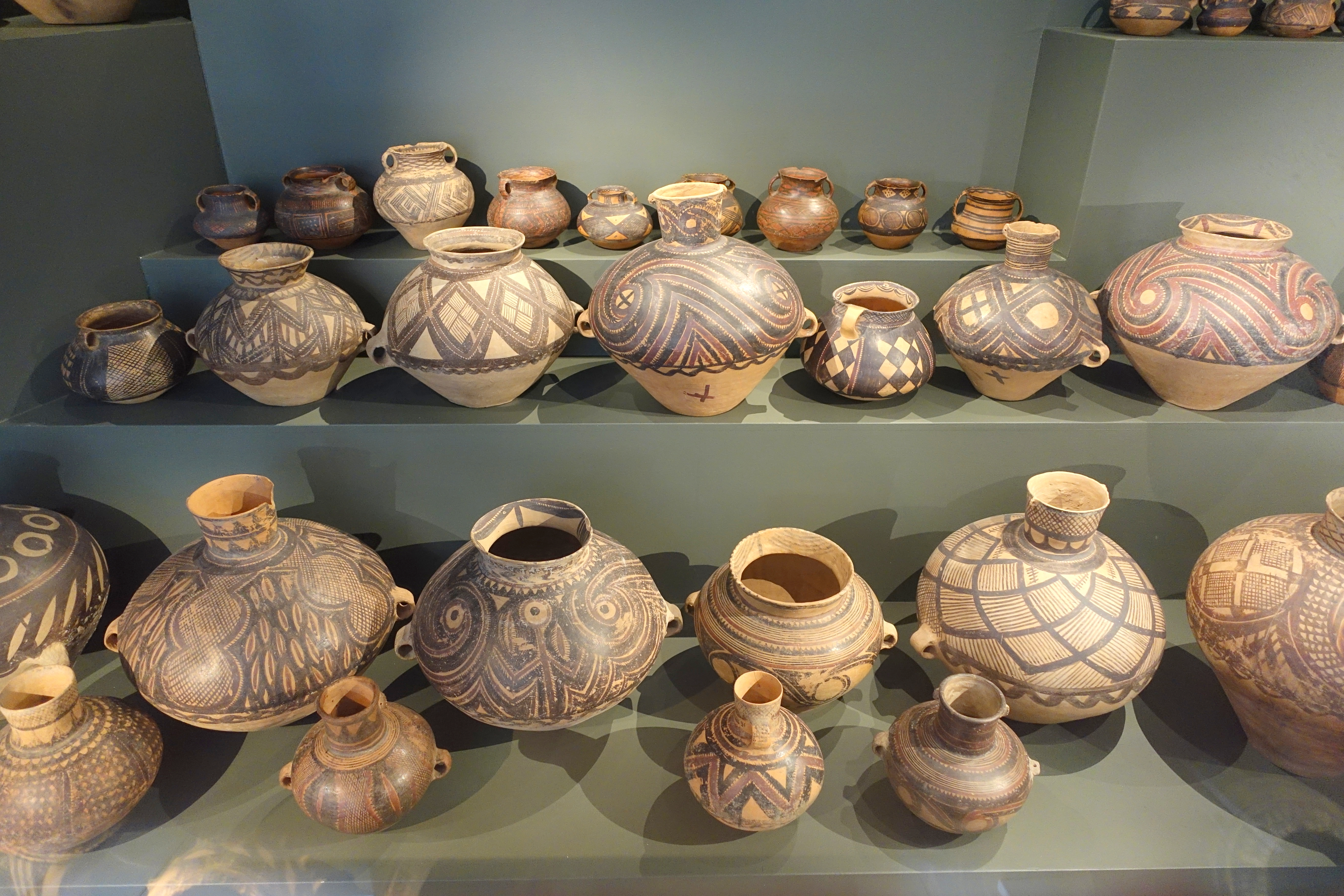
Dzbany z czasów kultury Yangshao (5000 – 3000 p.n.e.) w Östasiatiska Museet w Sztokholmie

Począwszy od połowy VII tysiąclecia p.n.e. w północnych Chinach pojawia się szereg dużych wsi, z którymi wiążą się odkrycia pierwszych udomowionych roślin (proso) i zwierząt (świnia). Najstarsze ślady prawdopodobnej uprawy prosa odnaleziono w stanowiskach kultur Peiligang  w postaci narzędzi do przeróbki ziarna; stanowisko to, datowane na ok. 8000 p.n.e. zawierało także szczątki udomowionych świń i psów. Na stanowiskach bardzo pokrewnej kultury Cishan, w Nanzhuangtou (okolica Xushui, południowe Hebei), odnaleziono składy prosa (podziemne jamy) w ilościach wykluczających wyłącznie zbiory dzikich traw (łącznie ok. 50 ton). Analizy wykazały, że było to proso zwyczajne, datowane na między 8300 a 6700 p.n.e. Na stanowiskach tej samej kultury znaleziono też szczątki najdawniej udomowionych kur. 
W centralnych Chinach proces przejścia do rolnictwa wydaje się bardziej stopniowy i nie jest całkowicie jasne kiedy udomowiono dziki ryż. Część badaczy uważa, że doszło do tego już gdzieś w VII tysiącleciu p.n.e., z którego posiadamy duże znaleziska resztek spożywanego ryżu (L. Jiang, L. Liu), podczas gdy inni datują „pełne udomowienie” ryżu na ok. 4 tys. lat p.n.e., kilka tysiącleci po tym gdy był on intensywnie zbierany, a być może nawet rozpoczęto jego uprawę (D.Q. Fuller). Posiadamy znaleziska mokrych pól ryżowych zarówno z regionu środkowej, jak i dolnej Jangcy, na takich stanowiskach jak Chengtoushan, Tianloushan i Chuodun. Stąd „wydaje się, iż nie później niż w IV tysiącleciu p.n.e. dwa odmienne systemy uprawy – sucha uprawa na Północy i mokra uprawa w centralnych i południowych Chinach – były już zdecydowanie ustanowione”.

### Środkowy neolit

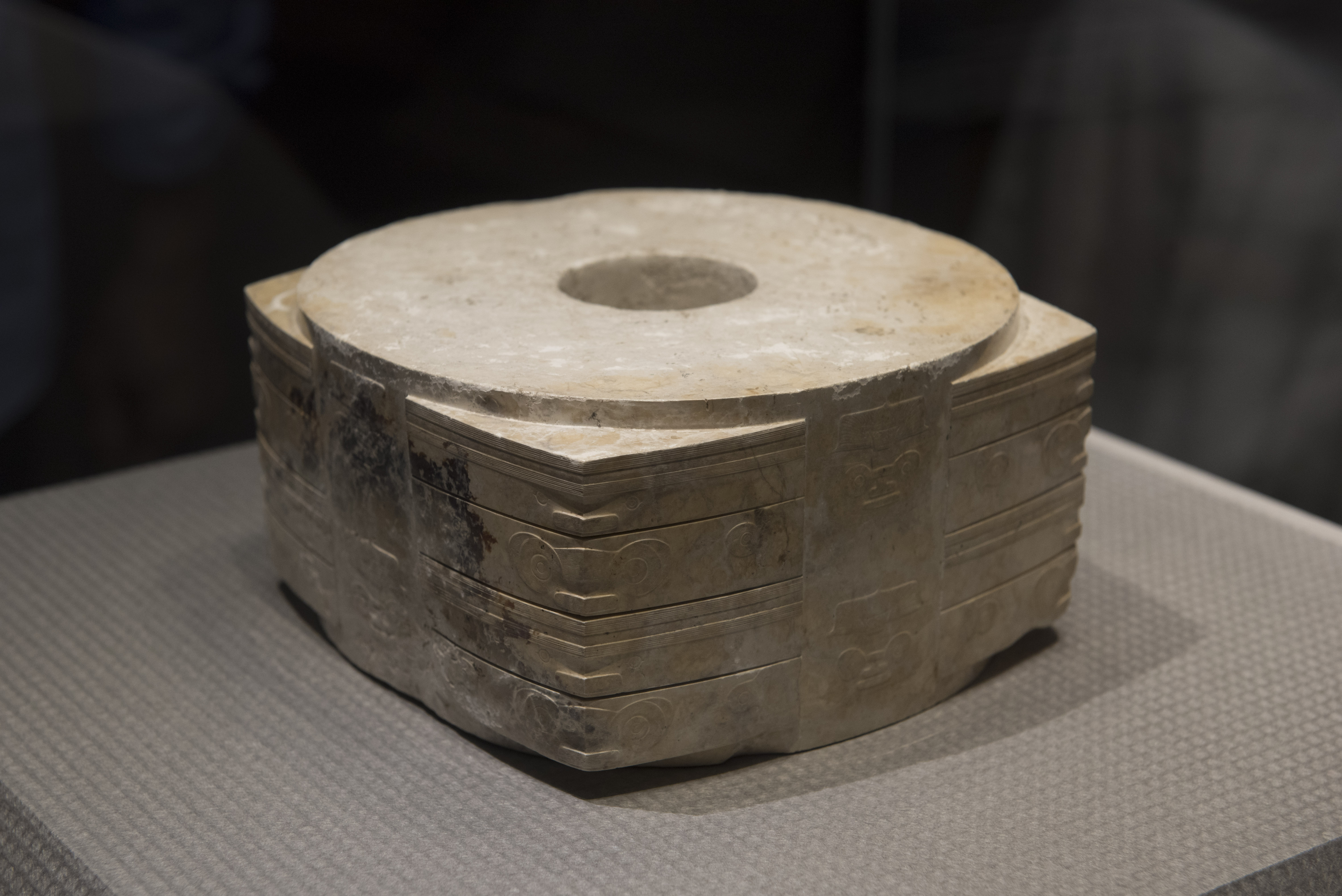
Królewski cong z żadu znaleziony na cmentarzysku kultury Liangzhu. Muzeum Prowincji Zhejiang

Na Północy począwszy od VI tys. p.n.e. wsie są wyjątkowo duże i dobrze zorganizowane. W tym samym okresie w regionie dolnej Jangcy pojawiają się po raz pierwszy domy na palach (kultura Hemudu). W środkowym neolicie rozwija się podział pracy, specjalizacja rzemiosła, wymiana pomiędzy rodzinami i społeczna hierarchia. Ich świadectwem są przedmioty wymagające szczególnych umiejętności lub ogromnego nakładu pracy, takie jak wysokiej jakości malowana ceramika (z której znana jest przede wszystkim kultura Yangshao) czy rzeźby z żadu. Szczególnie słynne są wykonane z żadu rytualne tuby (Cong) pochodzące z Liangzhu w regionie dolnej Jangcy. W środkowych Chinach odnaleziono także najwcześniejsze przedmioty wykonane z użyciem laki. Skomplikowane pochówki świadczą o powstaniu wyspecjalizowanej klasy szamanów. Z kolei rosnące zróżnicowanie tychże pochówków pokazuje coraz większy dystans pomiędzy bogatymi i biednymi. 
W V tysiącleciu p.n.e. zaznacza się również regionalizacja kultur, tworzących kilka grup: Xinle w Mandżurii, Yangshao w górnym i Dawenkou w dolnym biegu Huang He, Daxi w środkowym oraz Hemudu i Majiabang w dolnym biegu Jangcy, wreszcie Dapenkeng na wybrzeżu dzisiejszego Guangdongu i Dalongtang nad rzeką Zachodnią. Następuje ogromny wzrost populacji – dla przykładu badania regionu Rizhao w prowincji Szantung pokazały wzrost począwszy od 27 miejsc o łącznej powierzchni 47,3 ha w IV tys. p.n.e. do 463 miejsc o łącznej powierzchni 2005,4 ha w III tys. p.n.e. Jednocześnie wśród osad pojawiła się wyraźna hierarchia – zaczęły one tworzyć sieć skoncentrowaną wokół Liangchengzhen (272.5 ha) na północy i Yaowangcheng (367.5 ha) na południu. Inne ogromne ośrodki wiązanej z Szantungiem kultury Longshan to Taosi (280 ha) i największe Shimao (400 ha). Wiele z ówczesnych miejscowości było otoczonych murami. 
W centralnych Chinach także obserwujemy wzrost osadnictwa w IV i III tys. p.n.e. Shijiahe, największa osada regionu środkowej Jangcy, otoczona była fosą i murem mającym 50 m szerokości u podstawy, 4 do 5 m na szczycie i wysokim na 6 metrów, okalającym ok. 100 ha terenu. Szacuje się, że do jego budowy użyto 700 tys. m³ ziemi. W Syczuanie neolit datujemy dopiero na III tys. p.n.e., jednak wówczas i tam pojawiają się otoczone murem ośrodki, z największym Baodun (60 ha) na równinie Chengdu. Z tego okresu posiadamy także coraz więcej świadectw międzyspołecznościowej przemocy w postaci okaleczonych ludzkich szkieletów, jak również pozostałości ofiar z ludzi. Wymownie świadczy to o istnieniu elity zdolnej do zmuszania do zabijania innych ludzi i mającej dosłownie władzę nad życiem i śmiercią jeńców wojennych albo członków najniższych klas społecznych.

### Późny neolit

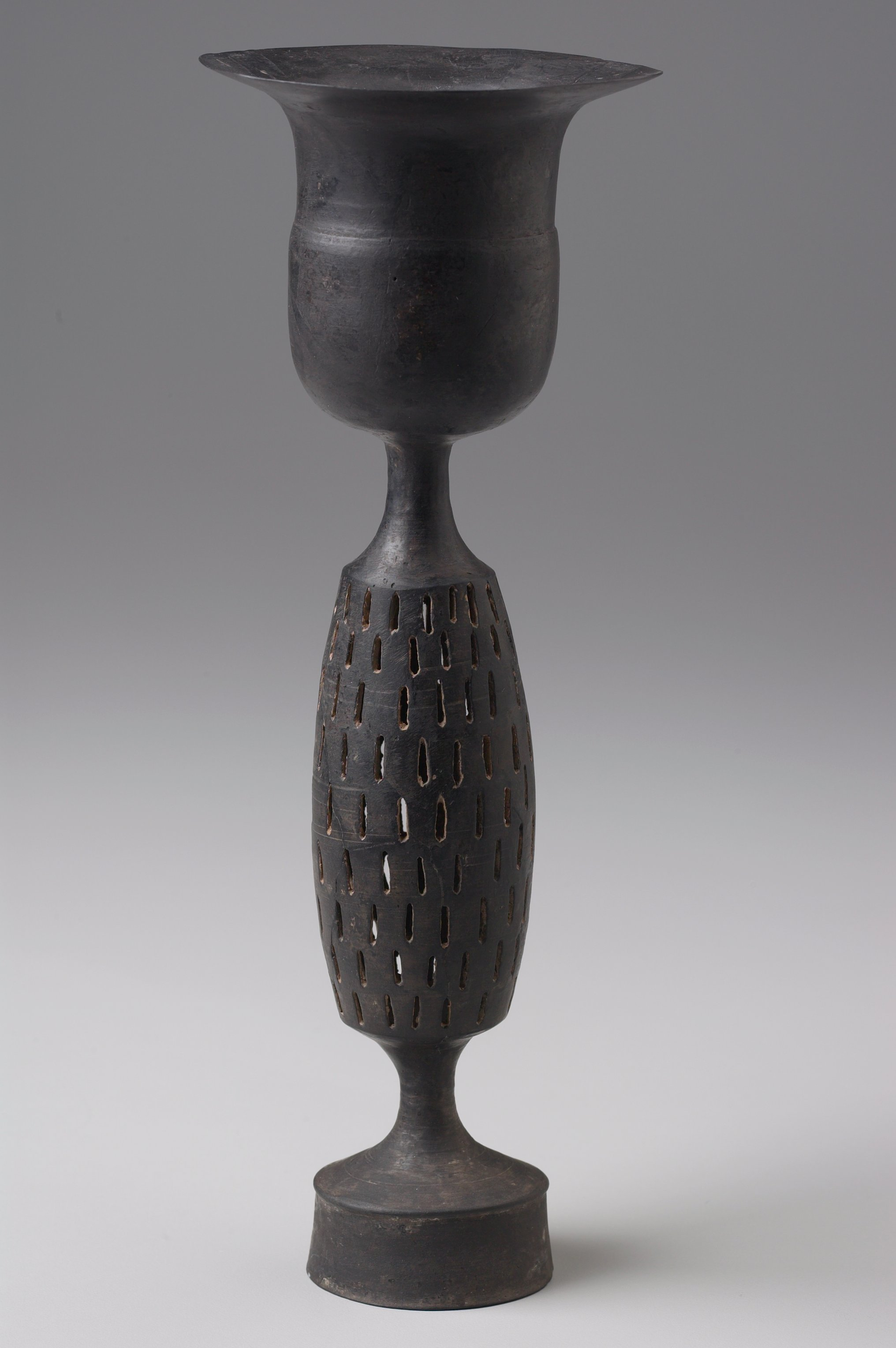
Puchar. Kultura Longshan, druga połowa III tysiąclecia p.n.e. Minneapolis Institute of Art

W III tysiącleciu p.n.e. powstał obszar kultur o znacznej ilości wspólnych cech, aczkolwiek prawdopodobnie o pierwotnie różnym pochodzeniu. Obszar (i okres jego istnienia) nazywa się obszarem (okresem) „Longshan”, od pierwszej odkrytej kultury tego typu. Obejmował on dolny i środkowy bieg Huang He. Z tej kultury wyewoluowała najprawdopodobniej kultura Erlitou ze Henanu (ok. 2000–1500 lat p.n.e.), przejściowa do epoki brązu, ostrożnie identyfikowana (zwłaszcza przez chińskich archeologów) z półlegendarną pierwszą chińską dynastia - Xia.
Wielu naukowców, w szczególności chińskich, poszukuje łączników pomiędzy ówczesnymi neolitycznymi społecznościami a późniejszymi Chinami, czasami nawet identyfikując poszczególne stanowiska archeologiczne z mitycznymi postaciami z kręgu Trzech Dostojnych i Pięciu Cesarzy. W rzeczywistości jednak społeczności neolityczne z terenu dzisiejszych Chin posiadają bardzo niewiele jakichś powszechnie uznawanych za typowo chińskie, znanych z późniejszej historii cech. Za przykłady takich znanych z czasów historycznych chińskich kulturowych artefaktów mogą uchodzić wspomniane powyżej rytualne tuby Cong, chiński smok (long), który jako ważny symbol miał wyewoluować w neolicie, czy naczynia typu Ding i Dou, znane głównie z ich późniejszych wersji wykonanych w brązie

Zasięg ważniejszych kultur neolitycznych w Chinach

## Lista kultur neolitycznych w Chinach
- 7500 - 6100 p.n.e.: Pengtoushan (彭頭山文化)
- 7000 - 5800 p.n.e.: Jiahu (賈湖)
- 7000 - 5000 p.n.e.: Peiligang (裴李崗文化)
- 6500 - 5500 p.n.e.: Houli (后李文化)
- 6200 - 5400 p.n.e.: Xinglongwa (興隆洼文化)
- 6000 - 5500 p.n.e.: Cishan (磁山文化)
- 5800 - 5400 p.n.e.: Dadiwan (大地灣文化)
- 5500 - 4800 p.n.e.: Xinle (新樂文化)
- 5400 - 4500 p.n.e.: Zhaobaogou (趙宝溝文化)
- 5300 - 4100 p.n.e.: Beixin (北辛文化)
- 5000 - 4500 p.n.e.: Hemudu (河姆渡文化)
- 5000 - 3000 p.n.e.: Daxi (大溪文化)
- 5000 - 3000 p.n.e.: Majiabang (馬家浜文化)
- 5000 - 3000 p.n.e.: Yangshao (仰韶文化)
- 4700 - 2900 p.n.e.: Hongshan (紅山文化)
- 4500 - 3000 p.n.e.: Chengtoushan (城頭山文化)
- 4100 - 2600 p.n.e.: Dawenkou (大汶口文化)
- 3400 - 2250 p.n.e.: Liangzhu (良渚文化)
- 3100 - 2700 p.n.e.: Majiayao (馬家窯文化)
- 3100 - 2700 p.n.e.: Qujialing (屈家嶺文化)
- 3000 - 2000 p.n.e.: Longshan (龍山文化)
- 2800 - 2000 p.n.e.: Baodun (寶墩文化)
- 2500 - 2000 p.n.e.: Shijiahe (石家河文化)